# Franc Tomšič
Franc Tomšič, slovenski gradbeni inženir, * 28. avgust 1838, Trebnje, † 9. januar 1917, Zagreb.

## Življenje in delo
Tomšič je nižjo realko obiskoval v Ljubljani, višjo ter tehniško visoko šolo pa v Gradcu. Študij tehnike je nadaljeval v Pragi in na Dunaju kjer je tudi opravil profesorski izpit iz mehanike, opisne geometrije in stavbarstva. Med 1865–1867 je bil suplent na ljubljanski višji realki, nato stopil v državno železniško stavbno službo in bil zaposlen: 1867–1870 pri trasiranju železniške proge Zagreb—Karlovec; 1870–1873 pri gradnji proge Karlovec-Reka in 1874–1877 Divača-Pulj. Od 1878 do 1881 je bil na Hrvaškem pri Krajiški upravni oblasti (tehn. priprave za uravnavo galoviškega in rimskega kanala pri Petrovaradinu, zavarovanje savskih nasipov od Slavonskega Broda do Zemuna). V letih 1882–1885 je kot samostojen podjetnik gradil ceste in mostove (npr. čez Kolubaro pri Obrovcu) v Srbiji, 1885–1890 izvajal vodne gradnje in uravnave v Sremu ter utrditev bregov pri Zemunu. Leta 1891 je postal mestni inženir pri zagrebški mestni občini in 1890–1893 izdelal načrt za kanalizacijo Zagreba ter ga tudi izvedel; 1904 je postal mestni višji inženir ter se 1914 kot mestni tehniški svetnik upokojil. 